# CBキャラウォーズ 失われたギャ〜グ
『CBキャラウォーズ 失われたギャ〜グ』（ちびきゃらうぉーず - うしなわれたぎゃーぐ）は、1992年8月28日にバンプレストから発売されたスーパーファミコン用ゲームソフト。

## 概要
本作は、永井豪作品のキャラクターを使用したクロスオーバー作品である。ジャンルはアクションゲームだが、アイテムによるパラメータ上昇など、若干アクションロールプレイングゲームの要素も含まれる。また、マジンガーZの顔に口が描写されるなど、よりデフォルメされたキャラクターデザインとなっている。

## ゲーム内容

### システム
- プレイヤー1はデビルマン、プレイヤー2はマジンガーZを操作する。2人同時プレイが可能。
- 主な攻撃手段はパンチとキック。相手に組みついて投げることも可能。また、ボールや消火器などを拾って攻撃することができる。
- 方向キーで移動。横方向のキーをすばやく2回押すことでダッシュが可能。
- Lボタンで左方向、Rボタンで右方向に大ジャンプする。以下のテクニックはゲームを進める上で必須である。
  - 大ジャンプ中にL・Rボタン押しっぱなしの状態で壁に接触すると、壁に対して垂直に立っている状態で壁に張り付く。L・Rボタンを押し続けている間、壁に張り付いていられる。
  - 壁に張り付いている状態で上下キーを押すことでそのまま壁の上を歩くことができる。
  - 壁に張り付いている状態で反対側のL・Rボタンを押すと壁の反対側に飛び移る。

### ガキ大将システム
ガキ大将と子分の関係を模した、本作の最も特徴的なシステムである。特定の場所に出現する「鉄仮面」を倒すとプレイヤーの子分にすることができる。なお、本作ではプレイヤーは一切お金を持たず、通常の買い物でも子分にお金を出させてアイテムを買わせるというシステムになっている。
ステータス画面で選択できる命令は以下のとおり。
パシリ
子分を使いに行かせる。アイテムの種類は大まかに指定できるが、何を買ってくるかは完全にランダム。店で売っていないアイテムを買ってくる場合もある。なお、アイテムの代金は子分持ちである。
バイト
子分にバイトをさせる。所持金上昇率は子分のタイプによって異なる。
みがわり
子分にザコ敵と戦ってもらう。子分のライフが0になると子分は死んでしまう。
にがす
子分を解放する。
子分に命令すると徐々に不満がたまっていき、不満が頂点に達すると逃げ出してしまう。逆に、食べ物などのアイテムを与えると不満が減少する。
子分のタイプは以下の4タイプからランダムで決定される。
「金」タイプ
初期所持金が最も多いが、「バイト」時の所持金上昇率は最も低い。
「坊」タイプ
ただのお坊ちゃん。特に取り柄のない凡庸なタイプ。
「強」タイプ
ケンカが強く、「みがわり」向き。要領がいい。
「根」タイプ
根性はあるが体力がない。「バイト」時の所持金上昇率が最も高く、見た目に反して実は一番使えるタイプ。

## 設定

### ストーリー
笑いのもとである「ギャ〜グ」に異変が起き、世界中から笑いが消えようとしていた。デビルマンとマジンガーZは亜馬尻駄ェ門の命を受け、駄ェ門の娘の「菊の助」とその仲間たちのサポートを受けながら、ギャ〜グのある聖笑大社を目指す。

### ステージ構成
ゲームは全6ステージで構成されている。
1. ハレンチ学園ワールド
2. マジンガーワールド（富士山麓）
3. 山道＆秘密基地
4. 聖笑大社
5. 温泉の街あるまにっく
6. アルプス山脈＆笑いのお城

なお、2人同時プレイ状態でステージクリアした場合はボーナスステージに挑戦することができる（最終ステージを除く）。

## 参加作品
- ハレンチ学園（1968年 - 1972年）
- あばしり一家（1969年 - 1973年）
- デビルマン（1972年 - 1973年）
- マジンガーZ（1972年 - 1973年）
- キューティーハニー（1973年 - 1974年）
- ドロロンえん魔くん（1973年 - 1974年）
- バイオレンスジャック（1973年 - 1990年）
- グレートマジンガー（1974年 - 1975年）
- ゲッターロボ（1974年 - 1975年）
- けっこう仮面（1974年 - 1978年）
- UFOロボ グレンダイザー（1975年 - 1977年）
- 手天童子（1976年 - 1978年）

## スタッフ
- ディレクター、ゲーム・デザイン：七條たかし
- メイン・プログラマー：塩谷博光
- プログラマー：古田哲也
- グラフィック・デザイナー：藤岡英俊、若月康雄、早川直行、七條たかし
- ボス：TOMMY BON BON
- アシスタント：米田喬
- スペシャル・サンクス：後藤ますみ
- 音楽：安西史孝
- サウンド・プログラム：マイケル・カミジマ（平沢道也）、佐々木筑柴
- プロデューサー：じっぱひとからげ
- ダイナミック・スタッフ：永井隆、永井謙次、水野さつき、真樹村正
- 著作：永井豪

## 評価
ゲーム誌『ファミコン通信』の「クロスレビュー」では5、6、5、4の合計20点（満40点）、レビュアーは『ダウンタウン熱血物語』がベースの『ファイナルファイト』系のアクションゲームでキャラをCBにしてギャグテイストになっているが、設定とゲーム内容が合っておらず射程が短く敵も固く嫌らしい動きをしてプレイヤーは接近してボタンを押すだけ、子分コマンドはパシリとしてはいいがそれだけでしかない、次の目的地のヒントが少ない、レスポンスがよろしくない、爽快感がないアクションゲームとしては今一つであくまでキャラクターゲームだとし、セールスポイントのギャグもお子様が対象なのかもしれないがおかしさはあるが大人には笑えないとする者や不満はあるがCBキャラになったとはいえ懐かしのデビルマンが主人公なせいか楽しいとする者がいた。「Best Picks of This Week」の欄では同じ号でレビューした12作品中レビュアー4人中1人が本作を選んだ。『ファミリーコンピュータMagazine』の読者投票による「ゲーム通信簿」での評価は以下の通りとなっており、20.25点（満30点）となっている。この得点はスーパーファミコン全ソフトの中で180位（323本中、1993年時点）となっている。
| 項目 | キャラクタ | 音楽 | 操作性 | 熱中度 | お買得度 | オリジナリティ | 総合  |
| 得点 | 3.78       | 3.28 | 3.28   | 3.34   | 3.22     | 3.36           | 20.25 |